# Platja de los Quebrantos
La Platja dels Crebants està situada en el concejo de Soto del Barco,al Principat d'Astúries, (Espanya). Forma al costat del playón de Bayas, del veí concejo de Castrillón, un ampli arenal d'uns 3 km de longitud quan hi ha marea baixa. Es troba en la localitat de Sant Joan de la Sorra i és l'única platja del concejo de Soto del Barco.

## Descripció
Té forma rectilínia amb una longitud d'uns 810 m i una amplària mitjana de 100m, i forma part de la Costa Central asturiana, estant protegida per ser ZEPA i LIC.
En el seu marge occidental desemboca el principal riu d'Astúries, el riu Nalón i precisament per això, les seves sorres són fosques. El seu entorn és urbà. És una platja apta per a la pràctica del surf i per als amants de la pesca. Per accedir a aquesta platja des de Soto del Barco es pren la sortida en la glorieta de la carretera cap a San Juan de la Arena, però el millor accés és mitjançant unes escales que hi ha al final del passeig que també la uneixen amb el Playón de Bayas. En la part posterior de la platja hi ha unes «formacions dunars» que estan molt deteriorades i degradades.
La platja té un càmping molt proper i una desembocadura fluvial. Entre els serveis que té, el més interessant és el anfibuggy per a persones discapacitades, serveis de neteja, restaurants, aparcament, equips de vigilància, àrea de pícnic, dutxes. Per a la pràctica del surf té Categoria-2. Com a precaució, no s'ha de nedar en les proximitats de la desembocadura del riu Nalón.